# Maratus furvus
Lycidas furvus là một loài nhện trong họ Salticidae.
Loài này thuộc chi Lycidas. Lycidas furvus được Da-xiang Song & Jian-yuan Chai miêu tả năm 1992.